# 壬生城
壬生城（みぶじょう）は、栃木県下都賀郡壬生町にあった日本の城。江戸時代には下野国都賀郡に所属し、壬生藩の藩庁が置かれた。

## 歴史
1462年（寛正3年）に壬生氏の始祖壬生胤業が、この城より北西にある常楽寺の西側・柵の内と呼ばれる場所に館を建てる。俗に壬生古城という。
文明年間（1469年-1486年）に壬生氏第2代当主壬生綱重によって築かれたとされる。
1590年（天正18年）小田原征伐で壬生氏第5代当主壬生義雄が病没し、壬生氏が滅んだ後は小山氏の旧領も併せて結城秀康の所領となった。
1600年（慶長5年）に結城秀康が越前に移封すると日根野吉明が1万5千石で信濃高島城から入封した。
1634年（寛永11年）には阿部忠秋が2万5千石で武蔵から入封した。
1639年（寛永16年）には三浦正次が2万5千石で下総矢作から入封した。
1692年（元禄5年）には松平輝貞が3万2千石で入封した。
1695年（元禄8年）には加藤明英が近江水口から2万5千石で入封した。
1712年（正徳2年）には加藤明英と所領を交代するように近江水口から鳥居忠英が3万石で封じられ、この後、明治維新まで鳥居氏8代の居城として用いられた。
天守や櫓はなく、比較的簡素な作りの城郭だったが、本丸御殿は江戸時代初期に将軍の日光社参の宿舎に用いられていた。

### 廃城後
明治維新での廃城後は、壬生では城跡は壊すのが良しとされ、本丸を残して堀や土塁は消滅して農地や宅地となった。本丸も1927年（昭和2年）に鳥居家の別邸が落雷により焼失後、鳥居家から壬生町へ寄付された。壬生町では公園が計画されていたが、第二次世界大戦後の1948年（昭和23年）に中学校用地として堀と土塁は西側と南側を残して青年団の勤労奉仕により削り埋め立てられ整地された。その後、2度に渡る校庭の拡張により本丸西側の堀と土塁が消滅。1986年（昭和61年）の中学校移転と前後して、1984年（昭和59年）から1987年（昭和62年）まで本丸や二の丸などの発掘調査が断続的に行われたが、あくまで記録保存のためであり、調査後は町立図書館や大ホールを備えた中央公民館、歴史民俗資料館、駐車場に整備された。残りも城址公園として再整備することになり、噴水が造られたほか最後まで残っていた本丸南側の土塁や堀は1989年（平成元年）に整形した石を組み合わせた石垣風に作り変えられ、廃城時の面影はなくなった。

## 遺構
移築された城門が鹿沼市と小山市の民家に残る。
2020年（令和2年）に壬生城大手門（現在の足利銀行壬生支店付近）の礎石のうち5基が現存していることが判明。内訳は町内の民家2軒に3基、本丸の精忠神社に2基である。2021年（令和2年）に民家敷地にあった3基が城址公園内の芝生に移設された。